# Bór za Lasem
Bór za Lasem – torfowisko w obrębie miejscowości Piekielnik w województwie małopolskim, w powiecie nowotarskim, gminie Czarny Dunajec. Znajduje się pomiędzy torfowiskami Puścizna Wielka i Kaczmarka. Pod względem geograficznym jest to region Kotliny Nowotarskiej znajdujący się w zlewisku Morza Czarnego. Płynące jego obrzeżami potoki Grónik i Borowy Potok są w dorzeczu Czarnej Orawy. Torfowisko położone jest na średniej wysokości 675 m n.p.m.
Od lat 50. XX wieku wydobywano na torfowisku Bór za Lasem torf na skalę przemysłową. Eksploatację już zakończono, a torfowisko zostało zrekultywowane. Obecnie wydobywany jest torf tylko na Puściznie Wielkiej. Pozostałe torfowiska Kotliny Orawsko-Nowotarskiej jako unikatowe w skali europejskiej siedliska mają być objęte ochroną. Planuje się utworzenie tutaj specjalnych obszarów ochrony pod nazwą „Torfowiska Orawsko-Nowotarskie”. Mają one objąć obszar 8255,62 ha. Na części kopuły torfowiska Bór za Lasem zachowała się naturalna struktura kępkowo-dolinkowa i charakterystyczne gatunki roślinności. Na miejsca po wydobytym torfie jako pierwsza wkracza wełnianka pochwowata, doły wypełnione wodą zarasta mech torfowiec, potem turzyce, żurawina i inne gatunki. Miejscami zarasta ono płatami sosny pospolitej, kosodrzewiny i ich mieszańcem – sosną drzewokosą. Z rzadkich gatunków ptaków występuje tutaj błotniak stawowy, cietrzew zwyczajny, derkacz zwyczajny. Z rzadkich w Karpatach gatunków roślin występują: bagno zwyczajne, modrzewnica pospolita, przygiełka biała, żurawina drobnoowocowa.